# Épicerie Elisseïev (Saint-Pétersbourg)
Pour les articles homonymes, voir Elisseïev.

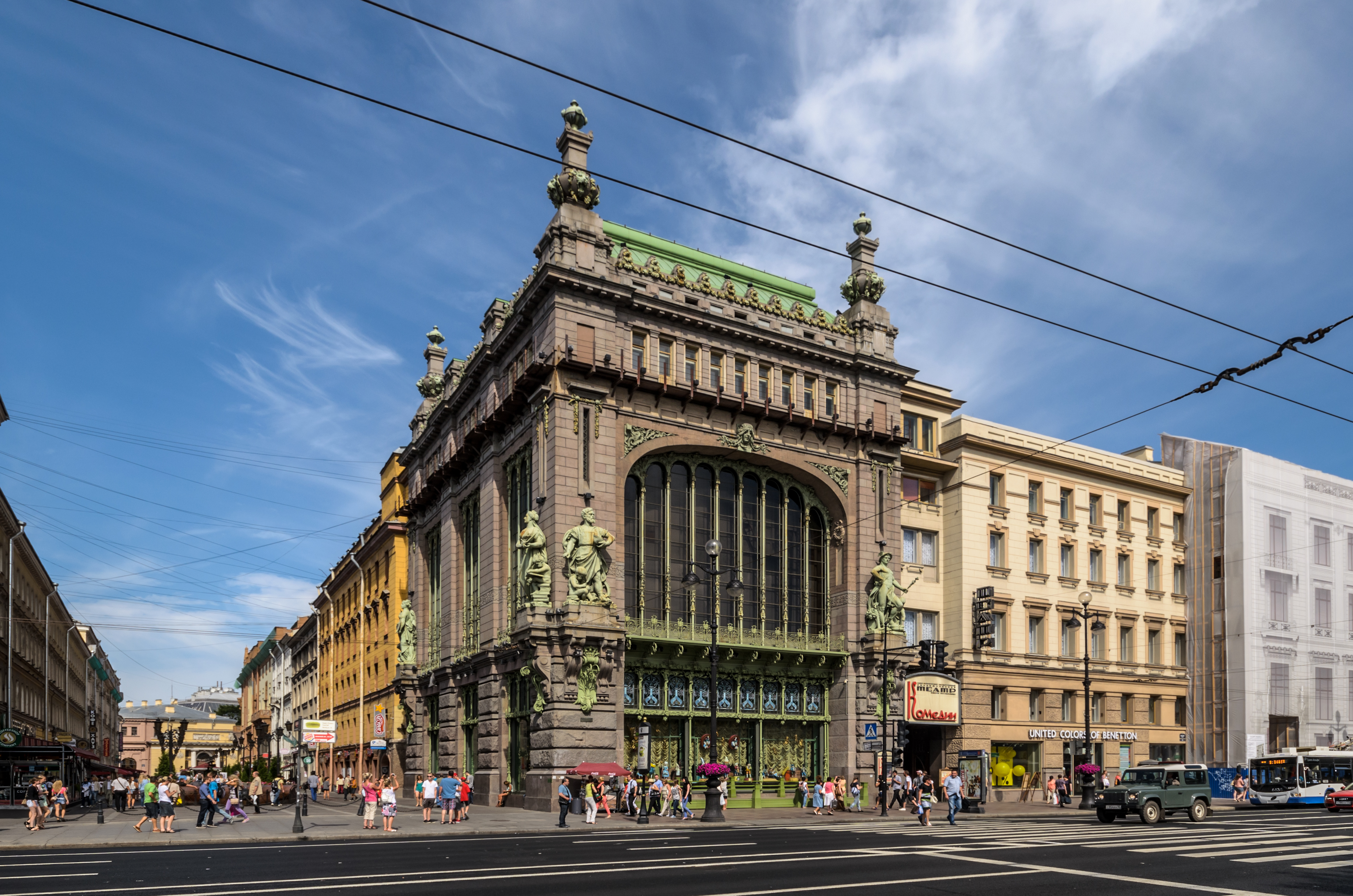
Façade du magasin en 2013.

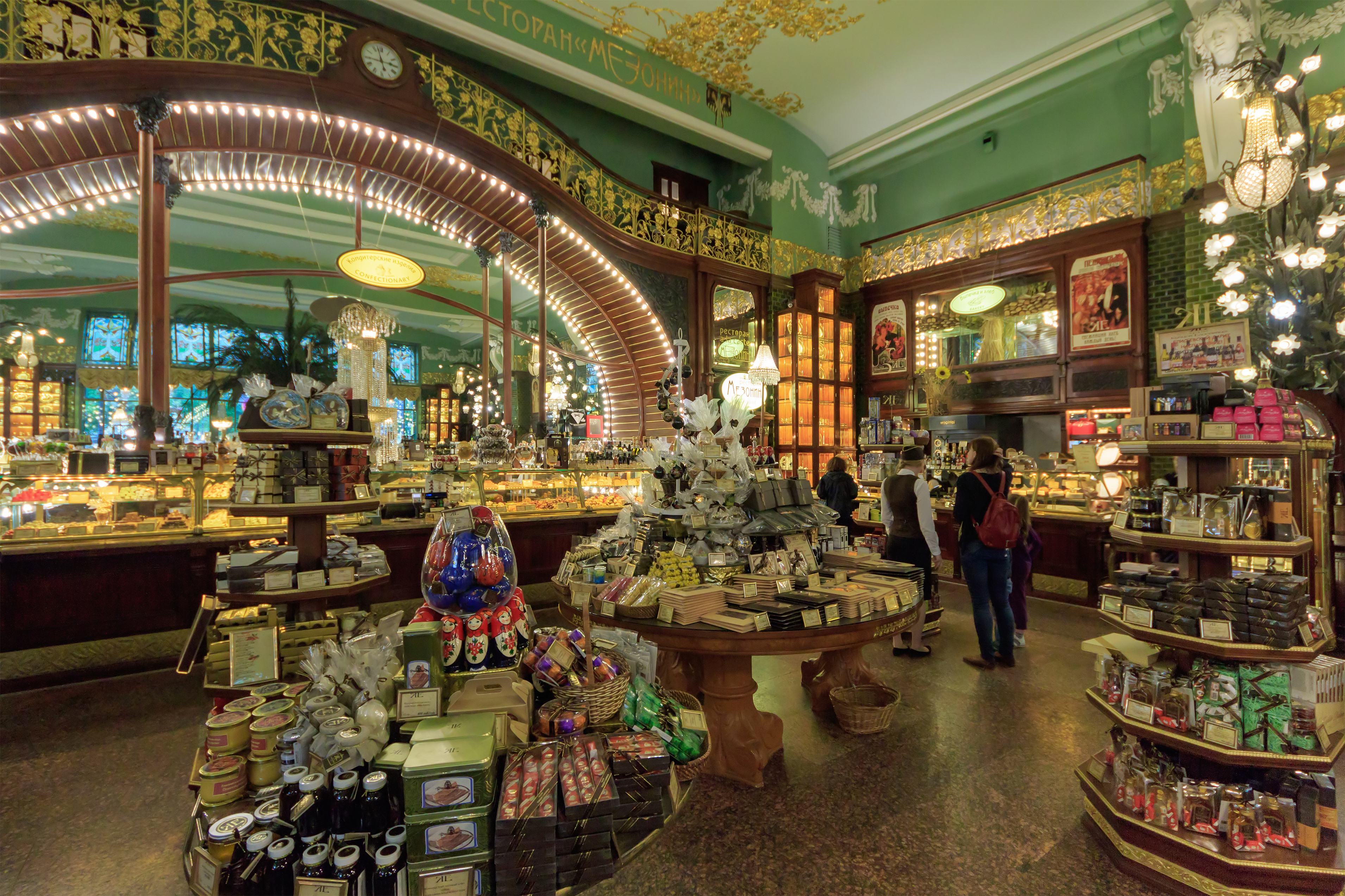
L'intérieur.

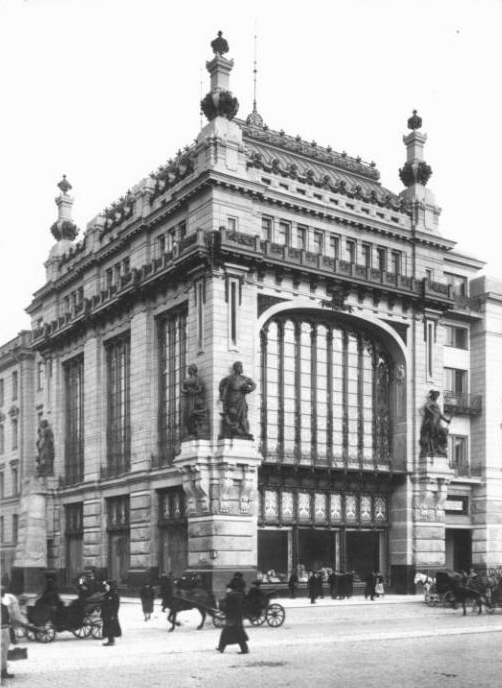
Façade du magasin en 1906, photographie de Bulla.

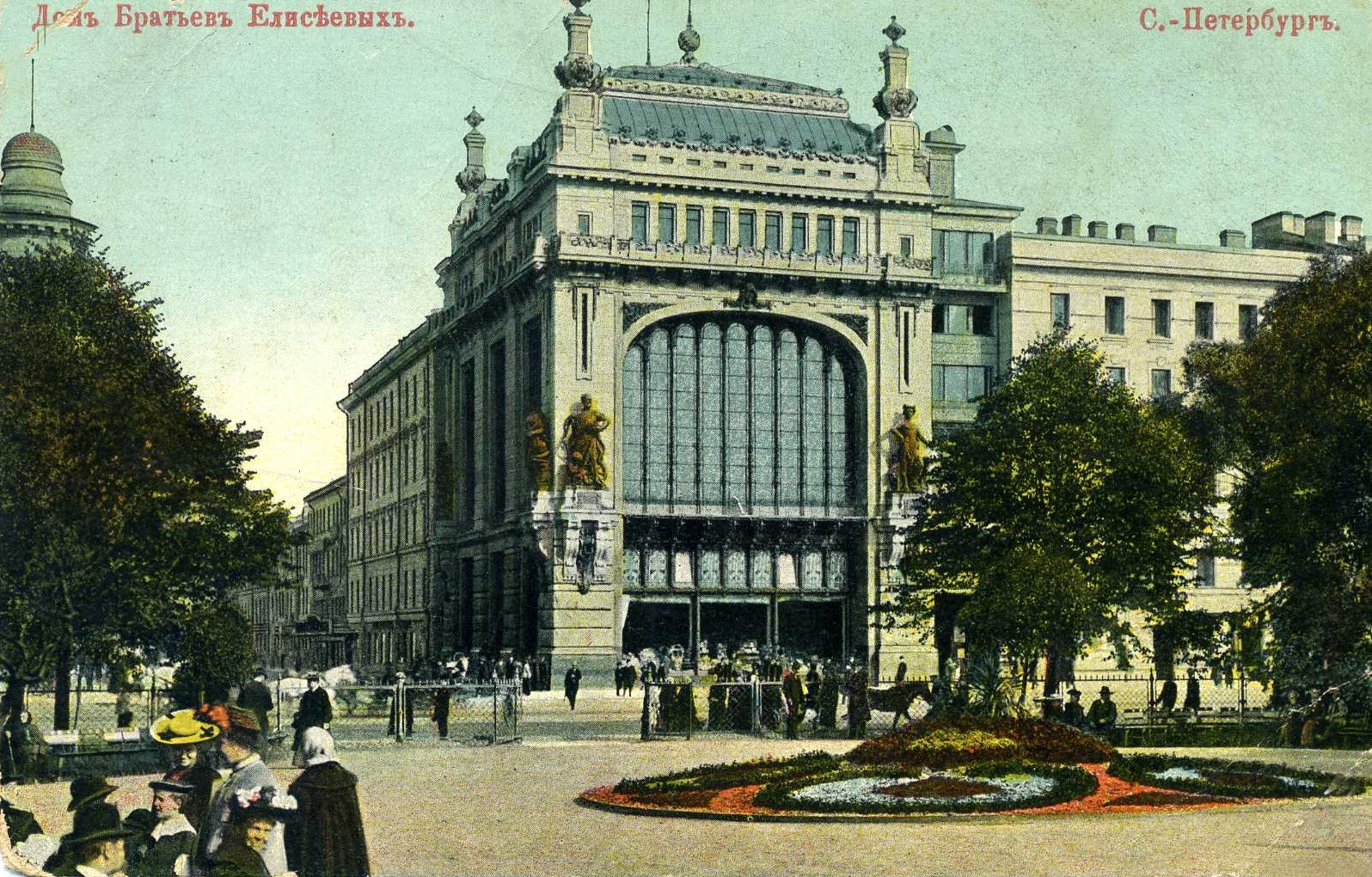
Le magasin après 1915.

L'épicerie Elisseïev (en russe : Елисеевский магазин ; ISO 9 : Eliseevskij Magazin) est un bâtiment à l'angle de la perspective Nevski et de la rue Malaïa Sadovaïa à Saint-Pétersbourg, emblématique de l'Art nouveau.

## Histoire
L'immeuble a été construit par Gavriil Baranovski (en) en 1902-1903, pour les frères Elisseïev, propriétaires du magasin du même nom rue de Tver à Moscou. Le magasin vendait des produits coloniaux, des épiceries, des fruits exotiques et toutes sortes de produits de luxe gastronomiques. Le bâtiment contraste par sa grande façade éclairée de vitraux modernes et ses grandes sculptures 1900, par rapport aux façades classiques de la perspective Nevski. Ce bâtiment luxueux attirait une clientèle fortunée. On remarque les sculptures d'Amandus Adamson (1855-1929): l'Industrie, le Commerce, l'Art et la Science.
Il y avait trois grandes salles à l'intérieur, décorées de miroirs et de lampadaires de bronze. Il y avait à l'étage une banque, fondée par les frères Elisseïev, et une salle louée à des troupes de théâtre, le futur Théâtre de la Comédie. On trouvait en sous-sol des chambres froides, des entrepôts, et l'une des meilleures caves à vin d'Europe.
Les contemporains furent surpris par le style moderne de l'établissement. Le poète Gueorgui Ivanov (1864-1958) écrivit que « les immeubles de luxe, tels que les monstres du genre du magasin Elisseïev ou l'immeuble de la compagnie Singer, poussent sur la perspective Nevski comme des champignons. » 
Le théâtre satirique ouvrit en 1929 à l'étage et était dirigé par David Gutmann. Il fut renommé Théâtre de la Comédie en 1931. Il s'appelle aujourd'hui Théâtre de la Comédie ou Théâtre Akimov.
Le magasin fut renommé Gastronome N°1 pendant l'époque soviétique à l'instar du magasin de Moscou, mais les habitants de Léningrad continuaient à l'appeler Elisseïev.
À partir du 24 juin 1941, les fenêtres de l'épicerie servirent à la campagne d'affichage appelant à la défense de la patrie.
L'intérieur du bâtiment est un exemple des mieux préservés du style Art nouveau européen. On a récemment installé sur la façade une petite statue d'un chat que les Pétersbourgeois ont aussitôt baptisé Élysée (Elisseï en russe).

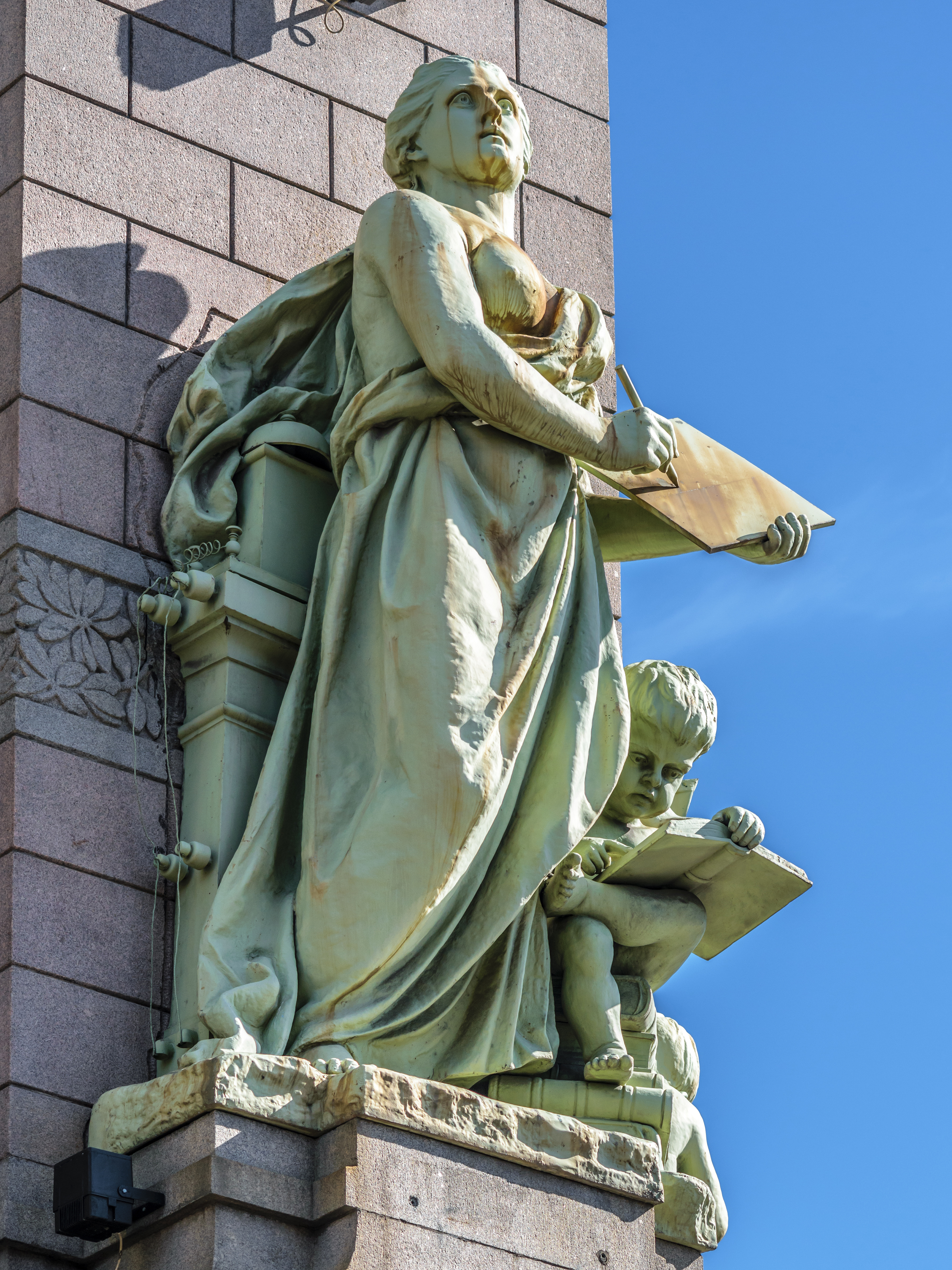
La Science
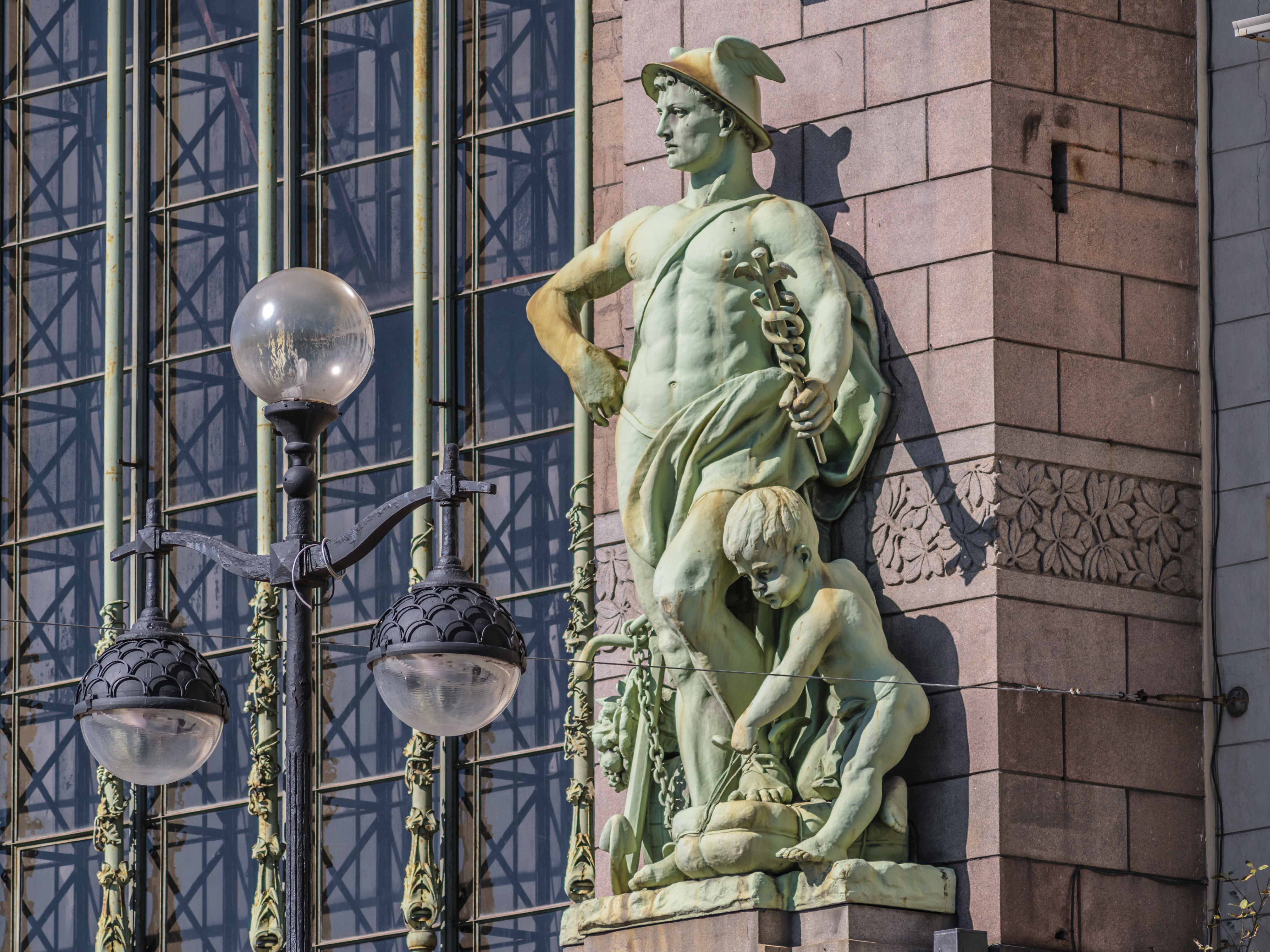
Le Commerce
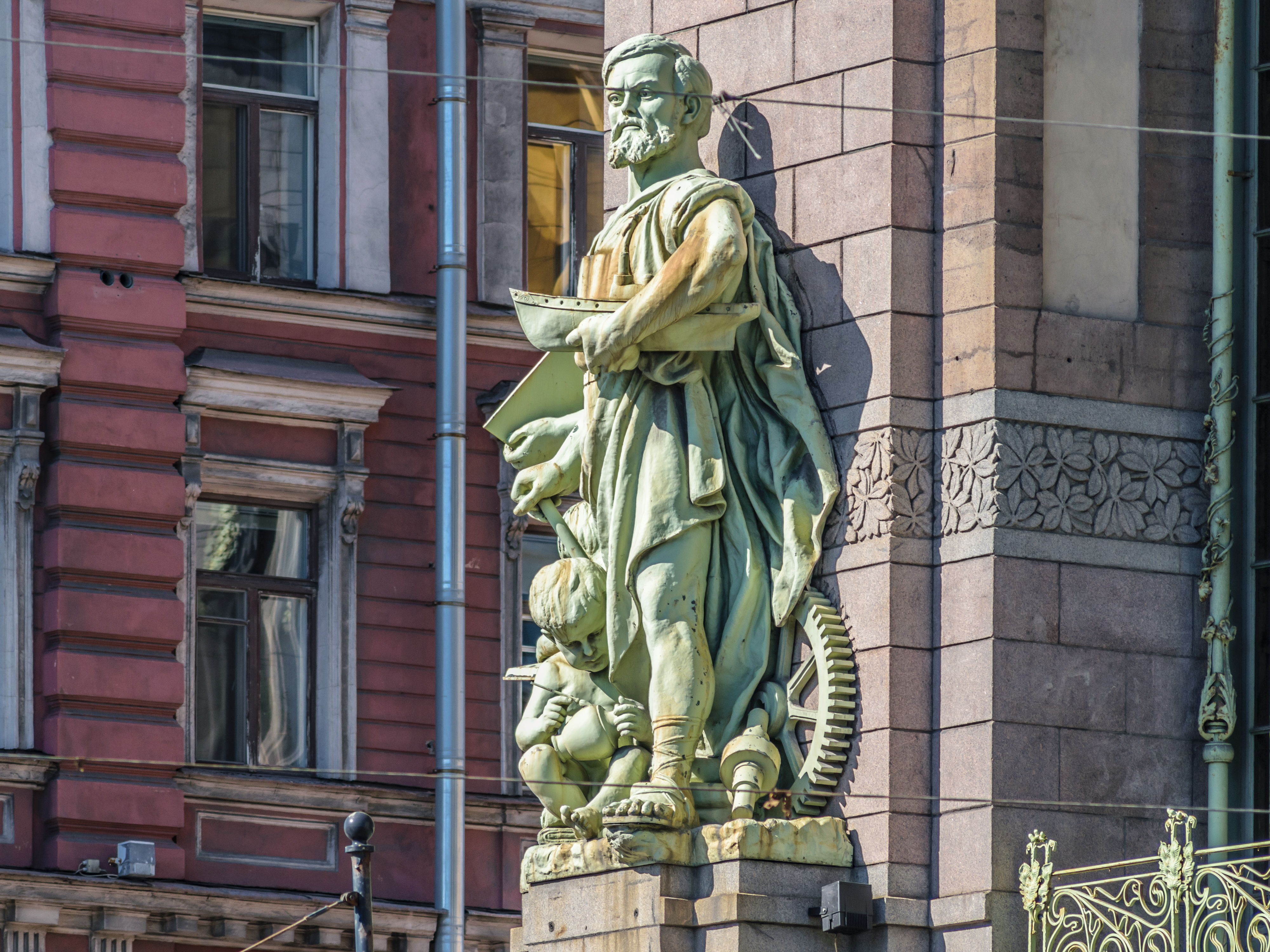
L'Industrie
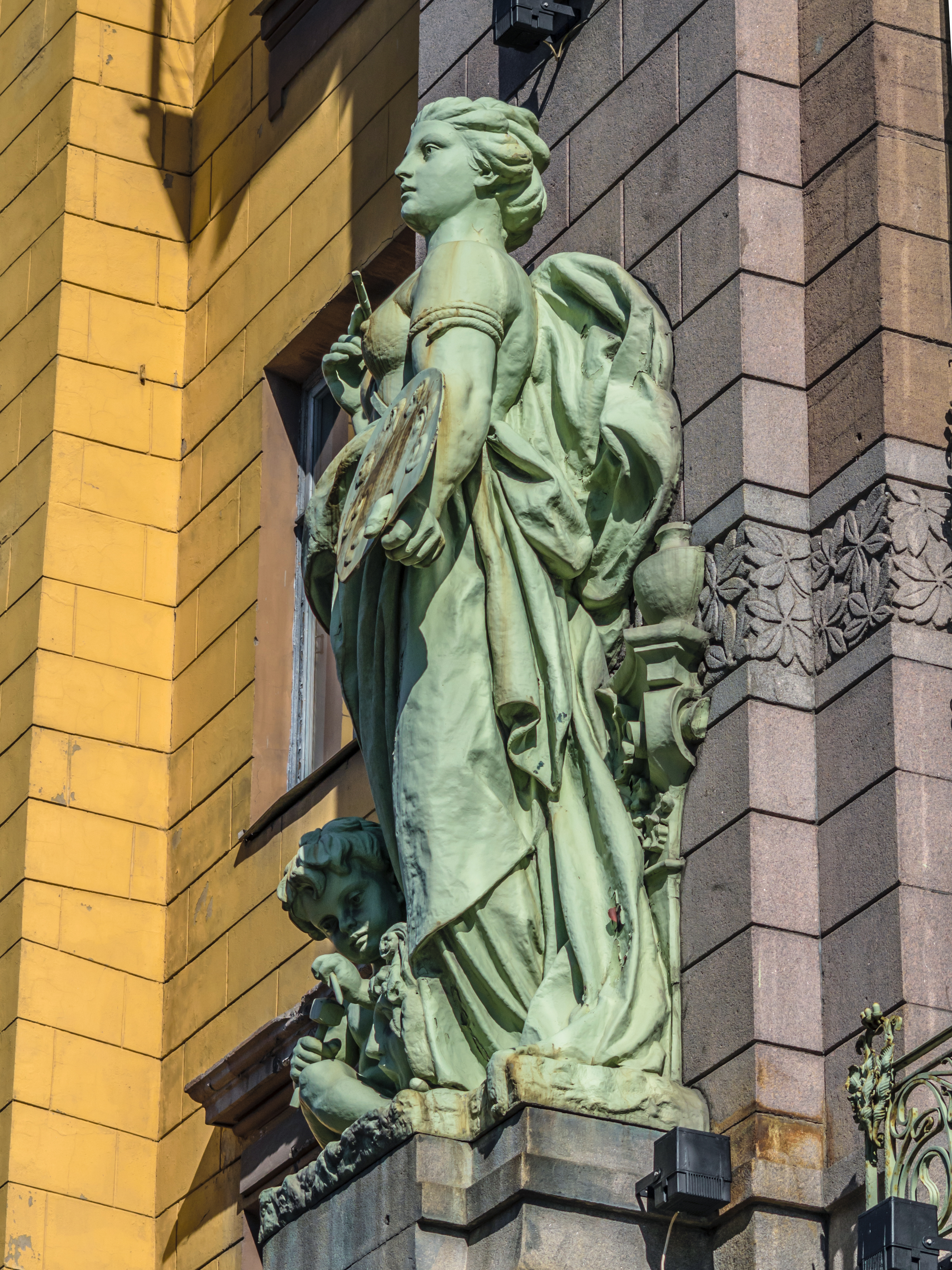
L'Art